# ریگو (جاسک)
ریگو (جاسک)، روستایی از توابع بخش مرکزی شهرستان جاسک در استان هرمزگان ایران است.

## جمعیت
این روستا در دهستان جاسک قرار دارد و براساس سرشماری مرکز آمار ایران در سال ۱۳۸۵، جمعیت آن زیر سه خانوار بوده‌است.